# 조성환 (1959년)
조성환(曺盛煥, 1959년 1월 18일 ~ )는 대한민국의 경찰공무원 출신 정치인으로, 더불어민주당 소속 정당인이다.

## 학력
- 밀주국민학교 졸업
- 세종중학교 졸업
- 밀양세종고등학교 졸업
- 창원대학교 행정학과 학사
- 부산대학교 행정대학원 행정학 석사

## 생애
경상남도 밀양시에서 태어나 밀양세종고등학교, 창원대학교 행정학과, 부산대학교 행정대학원 행정학과 석사를 졸업하였다. 이후 경찰공무원이 되어 김해공항공찰대 근무를 시작으로, 합천경찰서장, 사하경찰서장, 사상경찰서장, 창녕경찰서장, 밀양경찰서장을 지냈다.

## 정치 경력
2017년 3월에 더불어민주당에 입당하여 더불어민주당 경남도당 부위원장을 지냈다. 2018년 제7회 전국동시지방선거에 고향인 밀양시장 선거에 출마했다. 경선에서 전직 경남도의원 출신 김영기 후보를 꺾고 본선에 올랐다. 그러나 밀양시는 본래 더불어민주당에 있어선 험지였던 곳이었기에 선전했지만 자유한국당 박일호 후보에게 35.83% : 64.16%로 크게 패배했다. 
2년 후인 2020년 대한민국 제21대 국회의원 선거 때 밀양시·의령군·함안군·창녕군 선거구에 출마했다. 상대는 재선 의원 출신의 미래통합당 조해진 후보였다. 21대 총선에서 조성환은 30.27%의 득표율을 올렸지만 68%의 득표율을 기록한 조해진 후보에게 2배 이상의 격차를 내며 패배하고 말았다. 

## 역대 선거 결과
|  | 35.83% |

|  | 30.27% |